# Vokalna skupina Vihar
Vokalna skupina Vihar je slovenskega moški pevski zbor iz Trsta oziroma njegove okolice. Mladi pevci Vokalne skupine Vihar so večinoma doma iz občine Devin-Nabrežina in iz bližnjih slovenskih vasi na italijanskih tleh, v južnem delu ozkega kraškega obmorskega pasu, ki se vije proti Trstu.

## Nastanek in delovanje
Vokalna skupina Vihar je nastala leta 2017 in je del Zveze Cerkvenih Pevskih Zborov Trst. Do leta 2023 se je skupina imenovala "Fantovska skupina Devin-Nabrežina", istega leta pa se je uradno preimenovala v Vokalno skupino Vihar. Skupino od ustanovitve vodi Mirko Ferlan. Zasedbo sestavljajo mladi pevci, ki si nabirajo izkušnje s študijem avtorskih pesmi in ljudskih priredb pretežno iz slovenske zborovske literature. Skupina redno nastopa v deželi Furlaniji - Julijski krajini in v Sloveniji ter sodeluje pri večjih zborovskih in zborovsko - instrumentalnih projektih. Sodelovala je z uveljavljenimi skupinami pri oblikovanju celovečernih koncertov in pri diskografskih projektih. Večkrat sodeluje in nastopa z dekliškim zborom Igo Gruden iz Nabrežine. Vokalna skupina Vihar se posveča nadgrajevanju vokalno tehničnih sposobnosti ter spoznavanju vedno zahtevnejše zborovske literature slovenske in svetovne zakladnice.
Leta 2022 je gostovala v baziliki Svetih dvanajstih apostolov v Rimu na adventnem koncertu, ki je nastal na pobudo Veleposlaništva Republike Slovenije pri Svetem sedežu.
Leta 2023 je na povabilo Kulturnega društva Srečko Kosovel iz Tomaja gostovala v tamkajšnji cerkvi sv. Petra in Pavla ter pripravila celovečerni koncert.
Leta 2024 je na italijanskem državnem zborovskem tekmovanju Giuseppe Savani v Carpiju (Emilija - Romanja) na svojem prvem nastopu na kakšnem tekmovanju osvojila drugo nagrado v osrednji kategoriji, Mirko Ferlan pa nagrado za najboljšega dirigenta tekmovanja.
Leta 2025 je na italijanskem državnem tekmovanju moških zborov Luigi Pigarelli v kraju Pergine Valsugana (Trentino - Južna Tirolska) prejela prvo nagrado in si tako zaslužila nastop leta 2026 na vsedržavnem zborovskem tekmovanju v Arezzu, dirigent Mirko Ferlan pa nagrado za najboljši program.
Leta 2025 je državnem tekmovanju pevskih zborov v Vittorio Venetu skupina prejela prvo nagrado v svoji kategoriji in tudi Veliko nagrado Efrem Casagrande.